# Инеджиро Асанума
Инеджиро Асанума (на японски: 浅沼稲次郎) е японски политик, деец на Японската социалистическа партия.
Роден е на остров Миаке в префектура Токио на 27 декември 1898 г.
Известен е публичните си критики по адрес на Японската либерално-демократична партия, както и по повод пакта за сътрудничество и сигурност между Япония и САЩ. По време на изказване в Пекин нарича САЩ общ враг на китайския и японския народ.
Убит е с меч в Токио на 12 октомври 1960 г. от 17-годишния екстремист Отоя Ямагучи на митинг, предаван по телевизията. Убиецът успява да го удари в стомаха и гърдите, преди намесата на охраната. Асанумо умира на път за болницата.
Фотографът на вестник Mainichi Ясуши Нагао, който успява да се направи снимка при атаката, благодарение на нея става първия чуждестранен фотограф, който получава американската награда „Пулицър“ за „новинарски фоторепортаж“.